# Avenue de Verdun (Issy-les-Moulineaux)
Pour les articles homonymes, voir Avenue de Verdun.
L'avenue de Verdun est une voie de communication du centre d'Issy-les-Moulineaux, en France,.
Elle constitue la partie la plus occidentale de l'axe de la ville prolongeant la rue de Vaugirard vers Versailles.

## Situation et accès
Orientée d'ouest en est, cette voie de communication commence au croisement de la rue de Vaugirard et de la route des Gardes. Elle croise la rue Marcel-Miquel, puis passe le rond-point de la rue Jean-Pierre-Timbaud et de la rue de Paris à Meudon. Après avoir formé le point de départ de la rue du Docteur-Lombard, elle se termine à la place Léon-Blum, dans l'axe de l'avenue Victor-Cresson.
Elle est accessible par la ligne 2 du tramway d'Île-de-France, et par la gare d'Issy, sur la ligne des Invalides à Versailles-Rive-Gauche.

## Origine du nom
Le nom de cette avenue rend hommage à la bataille de Verdun, en 1916.

## Historique
Cette avenue porta successivement plusieurs noms:
- Route des Moulineaux.
- Avenue des Moulineaux, en 1907.
- Avenue de Verdun en 1916, une première fois.
- Avenue Henri-Barbusse en 1935.
- Avenue de Verdun, à nouveau, en 1939.

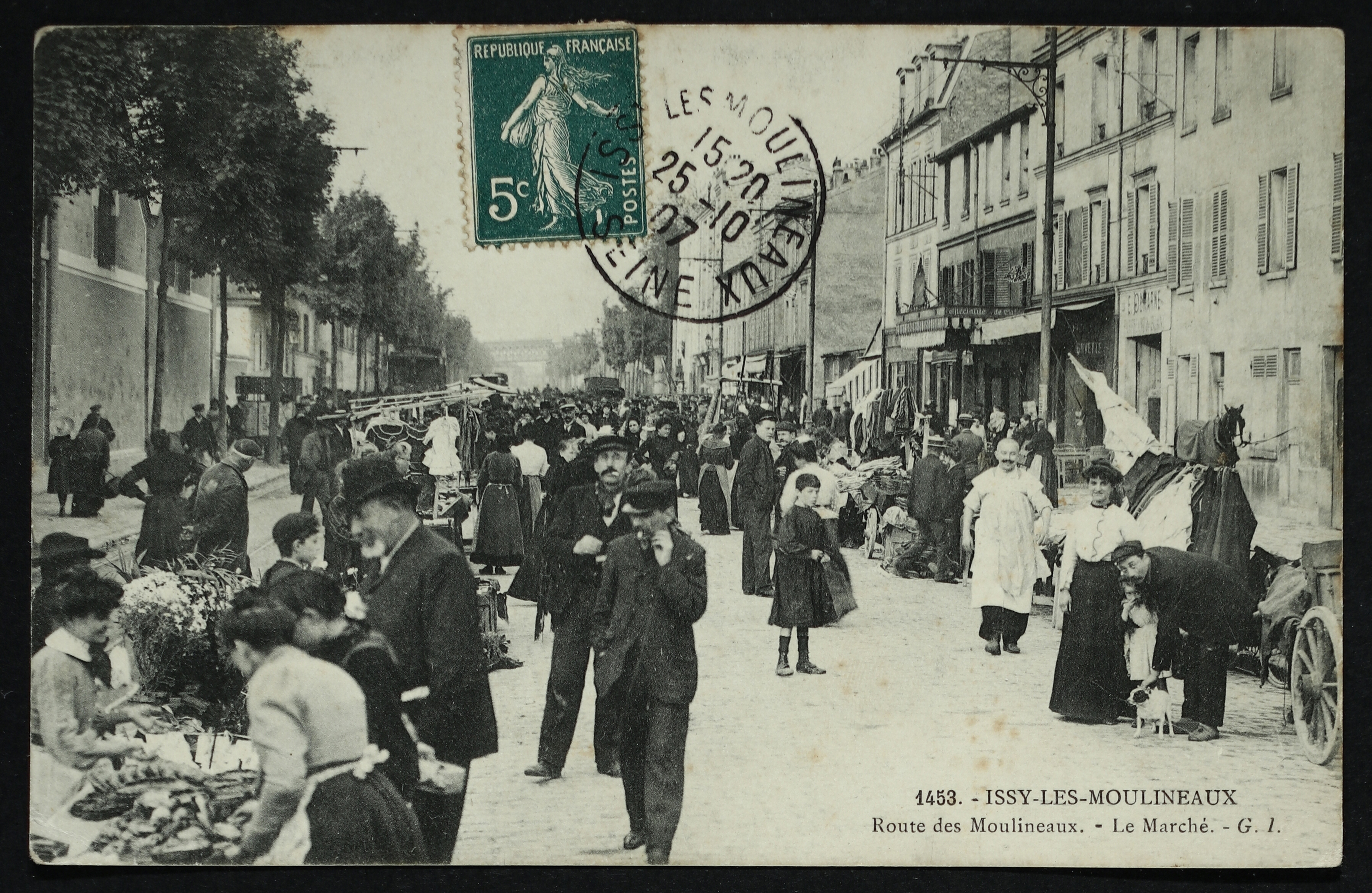
Route des Moulineaux - Le marché.
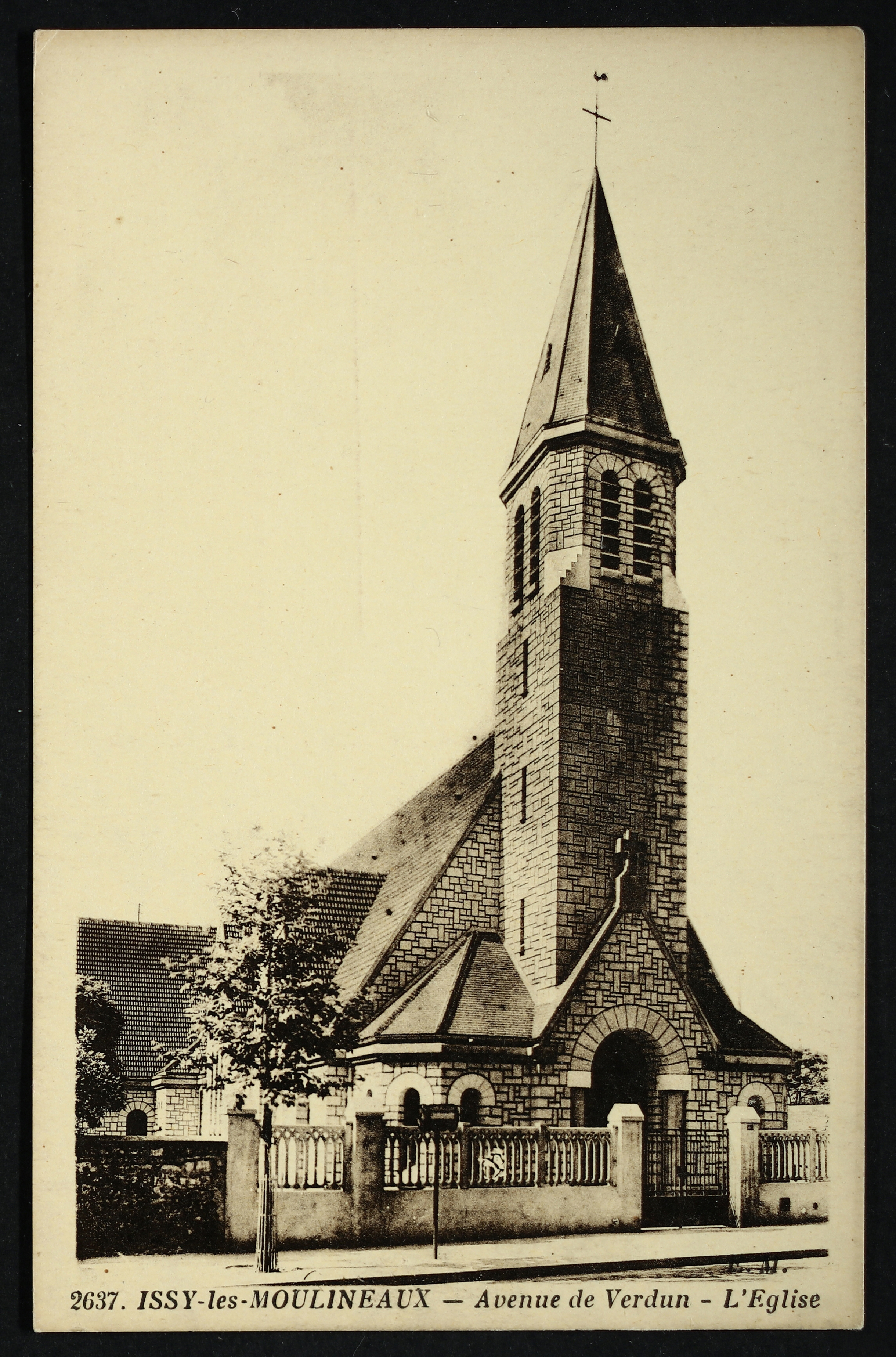
Av. de Verdun, église Sainte-Lucie.

## Bâtiments remarquables et lieux de mémoire
- Église Sainte-Lucie d'Issy-les-Moulineaux, édifiée en 1937.
- Ancienne Brasserie des Moulineaux[5].
- Carrières des Montalets.
- Carrières des Brillants.